# Cluson
Le Cluson (en italien Chisone, en piémontais Chison ou Cleson) est un torrent, qui se jette dans le Pellice, lui-même affluent du Pô, et dont le cours s'étale sur environ 50 km.

## Géographie

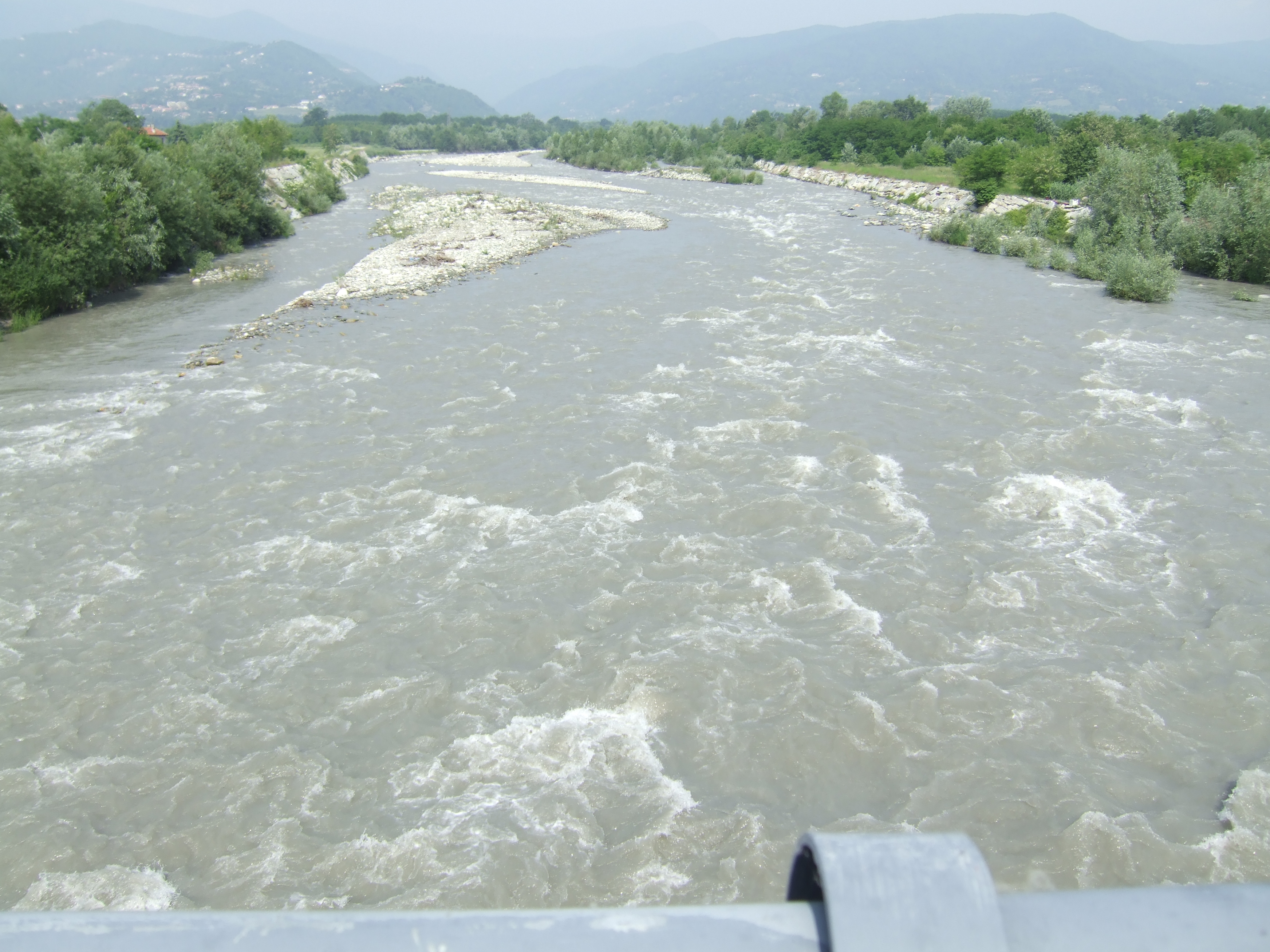
Le Chisone du pont routier et de Chemin de fer à Pignerol.

Il naît dans les Alpes cottiennes, plus précisément sur les pentes du mont Barifreddo (3 028 m). Il en descend en direction nord-ouest le long du val Troncea puis parcourt un ample demi cercle vers le nord, reçoit les eaux du Chisonetto qui passe sous le col de Sestrières, puis s'oriente nord-est autour du mont Albergian (3 041 m), ensuite, descend le long du val Cluson (Val Chisone) à qui il donne le nom, traverse Fenestrelle (1 154 m), recueille les eaux du torrent Germanasca aux environs de Perosa Argentina, avant de se jeter dans le Pellice à près de 15 km à l'est de Pignerol, la cité la plus importante sur son parcours.
Il reste toujours alimenté tout au long de l'année, malgré sa qualification comme torrent. Son parcours est entièrement contenu dans la province de Turin.

## Communes traversées
Pragela, Usseaux, Fenestrelle, Roure, Pomaret, Pérouse, Pinache, Grand-Villars, Saint-Germain-sur-Cluson, Porte, Pignerol, San Secondo di Pinerolo, Osasco, Garzigliana, Cavour

## Débit moyen
Source : AA.VV., Piano di tutela della acque - Allegato tecnico II.h/1 Bilancio delle disponibilita' idriche naturali e